# Mike Lowry
Michael Edward "Mike" Lowry (8 de março de 1939 - 1 de maio de 2017) foi um político norte-americano, governador de Washington entre 1993 a 1997.
Lowry nasceu e cresceu em St. John, em Washington, e se formou  em 1962. Ele teve uma breve carreira no Estado de Washington e no Senado como um lobista da Group Health Cooperative, antes de ser eleito para o Conselho do condado de King, em 1975. Foi eleito para a Câmara dos Representantes pelo Sétimo Distrito Congressional de Washington em 1978, assumindo em 1979 e deixando o cargo em 1987.
Foi eleito governador de Washington em 1992 com 52,16% dos votos, assumiu o cargo em 1993, deixou o cargo em 1997. Ele preferiu não disputar a reeleição para um segundo mandato devido a uma acusação de assédio sexual feita por sua vice-secretária de imprensa, Susanne Albright.
Morreu em 1 de maio de 2017, aos 78 anos, de complicações de um acidente vascular cerebral.